# After Crying
After Crying — венгерский музыкальный коллектив, сочиняющий и исполняющий прогрессивную рок-музыку и неоклассическую музыку.

## История и творчество
Группа After Crying была создана осенью 1986 года пианистом Чабой Ведрешем (Vedres Csaba), виолончелистом Петером Пейтшиком (Pejtsik Péter) и флейтистом Габором Эгервари (Egervári Gábor) и в этом составе два года исполняла акустическую инструментальную камерную музыку с существенным элементом импровизации.
Начиная с 1988 года наряду с инструментальными в репертуаре группы появляются и вокально-инструментальные пьесы со словами (на венгерском и английском языках) Габора Эгервари и Тамаша Гёргени (Görgényi Tamás).
В 1989 группой (с привлечением для записи сторонних музыкантов) были выпущены два демоальбома на магнитофонных кассетах: Opus 1 и 1989, продававшиеся на концертах, которые проходили уже не только в Венгрии, но и в Испании, Португалии, Англии и Канаде.
В 1990 году был выпущен первый полноценный альбом, Overground Music (с англ. — «Надземная музыка»), включающий камерные композиции и песни на английском языке.
В 1992 г. группой была подготовлена программа, включавшая ренессансную и барочную музыку, а также песни из репертуара «The Beatles». Весной того же года выпущен альбом Megalázottak és megszomorítottak (с венг. — «Униженные и оскорбленные», названный по роману Ф. М. Достоевского). На этой записи кроме акустических инструментов звучат также синтезаторы Балажа Винклера (Winkler Balázs, играет и на трубе), ударные Ласло Гача (Gacs László) и бас-гитара Пейштика. В этом составе на концертах группа исполняла, кроме своих, также произведения из репертуара группы «King Crimson».
В 1993 году к группе присоединяется гитарист Ференц Торма (Torma Ferenc); в этом составе они записывают альбом Föld és ég (с венг. — «Земля и небо», 1994), после чего Вэдрэш покидает группу, и его место занимает Балаж Винклер.
В изменённом составе репертуар группы включает, наряду с акустической камерной музыкой, монументальные композиции симфонического и прог-рокового толка, которые можно услышать на альбоме De Profundis (с лат. — «Из бездны», 1996), в котором использована запись чтения Ионовой молитвы в исполнении актёра Золтана Латиновича (Latinovits Zoltán).
В 1996 году выходит на двух компакт-дисках сборник Elsõ évtized (с венг. — «Первая декада»), на котором представлены как пересведенные дорожки, ранее включавшиеся в альбомы, так и прежде не выпускавшиеся в записи вещи (включая исполнение знаменитой пьесы «King Crimson» «21st Century Schizoid Man»).
Если музыку нескольких предшествовавших альбомов After Crying можно назвать джаз-роковой по звучанию с элементами классических академических жанров, то на альбоме 6 (1997), наоборот, представлена музыка серьёзных внеакадемических жанров в традиционном камерном акустическом звучании, что в значительной степени справедливо и по отношению к альбому Almost Pure Instrumental (с англ. — «Почти чисто инструментальный», 1998).

## Состав

### Основатели
- Габор Эгервари (EGERVÁRI Gábor) (флейта, повествование, тексты и мысли, живые звуки)
- Петер Пейтшик (PEJTSIK Péter) (музыка, оркестровка, виолончель, бас-гитара, вокал)
- Чаба Ведреш (VEDRES Csaba) (фортепиано)

### Текущий состав
- Золтан Батки (BÁTKY Zoltán) (ведущий вокал, в группе с 2002)
- Габор Эгервари (EGERVÁRI Gábor) (флейта, повествование, тексты и мысли, живые звуки) (основатель)
- Чаба Эрёш (ERÖS Csaba) (фортепиано и клавишные)
- Андраш Адам Хорват (HORVÁTH András Ádám) (гитара)
- Жолт Мадаи (MADAI Zsolt) (ударные, вибрафон) (участник с 1998)
- Петер Пейтшик (PEJTSIK Péter) (музыка, оркестровка, виолончель, бас-гитара, вокал)
- Балаж Винклер (WINKLER Balázs) (музыка, оркестровка, труба, клавишные) (участник с 1990—91, регулярный участник с 1992)

## Дискография
1. Opus 1 (кассета) (1989)
2. 1989 (кассета) (1989)
3. Overground Music (1990)
4. Megalázottak és megszomorítottak (1992)
5. Föld és ég (1994)
6. De Profundis (1996)
7. Elsõ évtized (1996) сборник, 2CD
8. 6 (1997)
9. Almost Pure Instrumental (1998)
10. Struggle for Life (2000)
11. Bootleg Symphony (2001)
12. Show (2003)
13. Creatura (2011)